# Уинтън Кели
Уинтън Чарлз Кели (на английски: Wynton Charles Kelly) е американски джаз пианист и композитор от ямайски произход. За него се знае, че има жизнен, базиран на блуса, стил, и е едно от най-изтъкнатите имена в джаза.

## Биография
Професионалната му кариера започва, когато е едва на 12, а на 16 години е пианист на хит номер едно, в традициите на ритъм енд блуса. Дебютира като лидер три години по-късно. Акомпанира на Дайна Уошингтън и членува в групата на тромпетиста Дизи Гилеспи. Налага му се да служи в армията, общо две години, след което се връща при Уошингтън и Гилеспи. Свири и с други музиканти. През следващите няколко години работи с инструменталисти като Кенънбол Адърли, Джон Колтрейн, Роланд Кърк, Уес Монтгомъри, и Сони Ролинс, както и с вокалистите Бети Картър, Били Холидей и Аби Линкълн.
Кели привлича внимание най-вече като член на групата на Майлс Дейвис (от 1959 година), като се изявява в Kind of Blue, смятан за един от най-добре продаващите се албуми в джаза за всички времена. През 1963 година напуска Дейвис и започва работа със собственото си трио, с което записва музика за няколко компании, а също така прави турнета в Щатите и в чужбина. Кариерата му не се развива благоприятно, тъй като трудно намира работа в късните си години. Кели е предразположен към епилепсия и умира в хотелска стая в Канада, следствие от припадък на 39 години.

## Дискография
- 1951: Piano Interpretations (Blue Note)
- 1958: Piano (Riverside)
- 1959: Kelly Blue (Riverside)
- 1959: Kelly Great (Vee-Jay)
- 1960: Kelly at Midnight (Vee-Jay)
- 1961: Wynton Kelly! (Vee-Jay)
- 1961: Someday My Prince Will Come (Vee-Jay)
- 1963: Comin' in the Back Door (Verve)
- 1964: It's All Right! (Verve)
- 1965: Undiluted (Verve)
- 1965: Smokin' at the Half Note (Verve)
- 1965: Blues on Purpose (Xanadu Records)
- 1967: Full View (Milestone Records)
- 1968: Last Trio Session (Delmark)